# Cleistes tamboana
Cleistes tamboana är en orkidéart som beskrevs av Dodson och Germán Carnevali. Cleistes tamboana ingår i släktet Cleistes, och familjen orkidéer. Inga underarter finns listade i Catalogue of Life.